# Rebbie Jackson
Rebbie Jackson, pseudonimo di Maureen Reillette Jackson (Gary, 29 maggio 1950), è una cantante e ballerina statunitense.
È la primogenita della celebre famiglia Jackson. Debuttò come cantante nel 1984 con il brano Centipede, scritto da suo fratello, Michael Jackson.

## Biografia
Maureen Reillette "Rebbie" Jackson nacque a Gary, Indiana, il 29 maggio 1950 da Joseph Jackson, all'epoca metalmeccanico e da Katherine Jackson, commessa. Primogenita di dieci figli, per alcuni anni aiutò la madre come baby sitter dei suoi numerosi fratelli e sorelle e, nel 1968, fu la prima dei fratelli ad abbandonare la casa natale quando si sposò con Nathaniel Brown.

### L'esordio
Rebbie mosse i primi passi nella musica nel 1974 esibendosi con i fratelli maschi, che all'epoca facevano parte del già affermato gruppo musicale The Jackson 5, rinominatosi due anni dopo "The Jacksons", all'MGM Grand Hotel e Casinò di Las Vegas. Nel giugno 1976 la band debuttò anche in un varietà per la CBS chiamato The Jacksons, al quale prese parte insieme a tutti i fratelli e le sorelle tranne Jermaine. Grazie ai buoni ascolti, altri episodi andarono in onda nel mese di gennaio 1977.
Nello stesso periodo, lavorò anche come corista per The Emotions, Sonny Bono e Betty Wright.

### Centipede
Dopo anni di preparazione, la cantante pubblicò il suo primo album, Centipede, distribuito nel mese di ottobre 1984 dalla CBS Records, diventando l'ultima della famiglia Jackson ad intraprendere una carriera discografica.
L'album conteneva cover di canzoni di Prince (I Feel for You), di Smokey Robinson e di The Miracles (A Fork in the Road) oltre che degli inediti.
Alla sua creazione parteciparono anche alcuni dei suoi familiari: il marito Nathaniel Brown scrisse per lei il brano Come Alive Saturday Night insieme a due dei fratelli di lei, Randy e Tito; il fratello Michael, invece, le scrisse, arrangiò e produsse la title track Centipede, che divenne il suo singolo di maggiore successo.
L'album raggiunse la posizione numero 13 della classifica album Rhythm & Blues/Hip Hop di Billboard e la 63 della Top 200. Il singolo Centipede conquistò il 4º posto nella classifica dei singoli e fu successivamente certificato disco d'oro dalla RIAA.

### Reaction
Il suo secondo lavoro, Reaction, fu registrato presso gli studi di Tito Ponderosa a Los Angeles e uscì nell'ottobre 1986. Conteneva molti duetti, tra i quali uno con Isaac Hayes, Tonight I'm Yours, e uno con Robin Zander, You Send the Rain Away, che fu estratto come singolo e si piazzò al 50º posto tra i singoli Rhythm & Blues. La title track Reaction fu il brano che guadagnò maggiore popolarità, collocandosi al 16º posto.

### R U Tuff Enuff
La cantante decise di partecipare più attivamente alla creazione del disco successivo, al quale volle dare un'impronta molto diversa dai precedenti. Il risultato fu R U Tuff Enuff, che fu distribuito nel mese di luglio del 1988, e dal quale furono estratti due singoli: Plaything, che salì tra i primi dieci posti in classifica, e la title track R U Tuff Enuff, che arrivò al 78º.
Nel 1989 partecipò con quasi tutti i fratelli e le sorelle al brano 2300 Jackson Street, nell'omonimo album dei The Jacksons.
Nel 1996 i suoi maggiori successi furono raccolti nella The Rebbie Jackson Collection.

### Yours Faithfully
Dopo dieci anni di pausa come solista, firmò un contratto con la casa discografica del fratello Michael, la MJJ Music e tornò sulle scene con l'album Yours Faithfully il 31 marzo 1998. Questa volta contribuirono alla realizzazione anche i suoi figli. Il CD ospitava i Men of Vizion nella traccia I Don't Want to Lose You e produsse il singolo omonimo Yours Faithfully.

## Vita privata
All'età di 18 anni si sposò con Nathaniel Brown, dal quale ebbe tre figli: Stacey (1971), Yashi (1977) e Austin (1985). Nel 2005 Rebbie diventò nonna di London Blue, figlio di Stacey.
Il 6 gennaio 2013 suo marito morì di cancro.

## Discografia

### Album
| Anno | Album                                                                        | Posizione massima                           | Posizione massima              | Vendite mondo |
| Anno | Album                                                                        | Classifica generale Billboard (Stati Uniti) | Rhythm and blues (Stati Uniti) | Vendite mondo |
| ---- | ---------------------------------------------------------------------------- | ------------------------------------------- | ------------------------------ | ------------- |
| 1984 | Centipede - Pubblicazione: 10 ottobre 1984 - Etichetta: Columbia Records     | 63                                          | 13                             |               |
| 1986 | Reaction - Pubblicazione: 9 marzo 1986 - Etichetta: Columbia Records         | —                                           | 54                             |               |
| 1988 | R U Tuff Enuff - Pubblicazione: 12 luglio 1988 - Etichetta: Columbia Records | —                                           | 58                             | 300,000 unità |
| 1998 | Yours Faithfully - Pubblicazione: 31 marzo 1998 - Etichetta: MJJ Productions | —                                           | —                              |               |

### Singoli
| Anno | Singolo                | Posizione massima              | Posizione massima                           | Posizione massima | Album            | Certificazioni vendite     |
| Anno | Singolo                | Rhythm and blues (Stati Uniti) | Classifica generale Billboard (Stati Uniti) | RIANZ             | Album            | Certificazioni vendite     |
| ---- | ---------------------- | ------------------------------ | ------------------------------------------- | ----------------- | ---------------- | -------------------------- |
| 1984 | Centipede              | 4                              | 24                                          | 4                 | Centipede        | - Stati Uniti: Disco d'oro |
| 1985 | A Fork in the Road     | 40                             | —                                           | —                 | Centipede        | —                          |
| 1986 | Reaction               | 16                             | —                                           | —                 | Reaction         | —                          |
| 1987 | You Send the Rain Away | 50                             | —                                           | —                 | Reaction         | —                          |
| 1988 | Plaything              | 8                              | —                                           | —                 | R U Tuff Enuff   | —                          |
| 1988 | R U Tuff Enuff         | 78                             | —                                           | —                 | R U Tuff Enuff   | —                          |
| 1998 | Yours Faithfully       | 76                             | —                                           | —                 | Yours Faithfully | —                          |

### Raccolte
| Anno | Album                                                                                  | Posizione massima                           | Posizione massima              | Vendite mondo |
| Anno | Album                                                                                  | Classifica generale Billboard (Stati Uniti) | Rhythm and blues (Stati Uniti) | Vendite mondo |
| ---- | -------------------------------------------------------------------------------------- | ------------------------------------------- | ------------------------------ | ------------- |
| 1996 | The Rebbie Jackson Collection - Pubblicazione: 10 febbraio 1996 - Etichetta: Expansion | –                                           | –                              | –             |

### Collaborazioni
| Titolo                                                                               | Anno |
| ------------------------------------------------------------------------------------ | ---- |
| 2300 Jackson Street (The Jacksons featuring Janet, Marlon, Michael e Rebbie Jackson) | 1989 |